# Andrew Stanton
Andrew Christopher Stanton Jr. (född 3 december, 1965 i Rockport, Massachusetts, USA) är en amerikansk regissör, manusförfattare, filmproducent och röstskådespelare, känd för att ha regisserat Pixars animerade filmer Hitta Nemo, WALL-E och Hitta Doris. Hitta Nemo och WALL-E vann Oscar i kategorin Bästa animerade film.

## Filmografi (urval)
- 1998 - Ett småkryps liv
- 2003 - Hitta Nemo
- 2008 - Wall-E
- 2016 - Hitta Doris